# 이근 (조선 후기)
이근(李根)은 조선 후기의 문신이다.

## 가계
본관은 청해(靑海)이며, 자는 창여(暢如)이다. 아버지는 이유민(李裕民)이다.

## 업적
1721년(경종 1) 식년시 문과에 합격하여 도사를 거쳐 승지를 지냈다. 어려서부터 효도가 지극하였고 과거시험에 합격하여 감찰어사(監察御使)가 되었다. 영조 때에는 지평을 거쳐 승지를 지냈다. 연일현감 때에 어사가 그의 직분을 다하는 것을 칭찬하였다. 그리고 어버이를 효성스럽게 섬겼는데, 이에 감탄하여 계(啓)를 올려 포상하였다.

## 관련 설명
서강외이면(현재 청원군 옥산면 지역) 신원리에 ‘충신이건·효자이근정려문(忠臣李楗·孝子李根旌閭門)’이라는 정려(旌閭)를 건립하였다.